# Stuart Draper
Stuart Draper (8 oktober 1967) is een Engels acteur, regisseur, toneelschrijver, artistiek directeur, kostuumontwerper, dramadocent, producent en lichtdesigner.
Stuart Draper studeerde in 1989 theologie aan de Universiteit van Durham. Het bekendst en beruchtst is zijn bewerking van William Shakespeares A Midsummer Night's Dream en Two Gentlemen of Verona, waar hij een homoseksuele versie van maakte. (Lysander is hopeloos verliefd op Demetrius en begrijpt niet waarom Demetrius hem in de steek laat voor een vrouw. Helena en Hermia willen gewoon een rustig leven samen en begrijpen niet waarom Egeus, Hermia's vader, weigert hen samen te laten blijven. Voor deze bewerking deed Draper een beroep op de acteur Menno Kuiper, die de rol van Titiana vertolkt als dragqueen, en John Cooper Day voor de rol van Oberon.
Bovendien regisseerde Draper Romeo and Julia, eveneens in een homoseksuele versie, en in 2006 De Schone Slaapster. In maart 2006 schreef en regisseerde hij een stuk getiteld Stay With Me in het South London Youth Theatre. Dit stuk speelt zich af in een gebombardeerde schoolkelder en in een concentratiekamp.
In de lente van 2006 schreef en regisseerde hij The Departure Lounge voor het South London Theatre.
Stuart Drapper is verder betrokken bij Melmoth Productions. Voor dit gezelschap schreef hij een hilarisch stuk over de (liefdes)relatie tussen William Shakespeare en William Herbert (men heeft al veel achter de sonnetten van Shakespeare gezocht en geprobeerd de identiteit van de mysterieuze W.H. te achterhalen waarnaar Shakespeare soms verwijst).
Wanneer Stuart Drapper niet bezig is met toneel voert hij met een groep vrienden komische sketches op in cafés.

## Kort overzicht van Stuart Drapers werk
- 1990: Regisseur en schrijver: The Satanic Nurses voor de The London Revue Edinburgh.
- 1991: Regisseur en schrijver: James and His Amazing Multicoloured Adventure voor Edinburgh Frindge.
- 2001: Regisseur en schrijver: Who's Afraid of Virginia Wade voor The London Revue, Latchmere.
- 2001-2003: Regisseur en schrijver: verschillende stukken voor The Londen Revue.
- 2004: Regisseur/bewerker: Two Gentlemen of Verona voor Melmoth en Greenwich Playhouse.
- 2004: Regisseur/bewerker: A Midsummer Night's Dream voor Melmoth, Greenwich Playhouse.
- 2006: Regisseur/bewerker: To W.H. voor Melmoth, Hobgoblin Theatre;
- 2006: Regisseur en schrijver: Stay With Me voor Melmoth, Greenwich Playhouse
- 2006: Producer: Between Worlds voor Melmoth, The Union Theatre.